# Remigia languescens
Remigia languescens är en fjärilsart som beskrevs av W. Warren 1913. Remigia languescens ingår i släktet Remigia och familjen nattflyn. Inga underarter finns listade.